# Symphonies de Beethoven (Liszt)
Les Symphonies de Beethoven, S.464, sont un ensemble de neuf transcriptions pour piano solo par Franz Liszt des symphonies de Ludwig van Beethoven.

## Histoire
Liszt commence le travail en 1838, mais à cette époque il termina seulement la cinquième, la sixième et la septième. La Cinquième et la  Sixième furent publiées par Breitkopf & Härtel et la Septième par Tobias Haslinger. En 1843, il arrangea le troisième mouvement de la troisième symphonie, qui fut plus tard publiée par Pietro Mechetti en 1850. Liszt était payé 8 francs par page par Breitkopf & Härtel, qui avait demandé dans un premier temps seulement deux symphonies transcrites. Après la transcription de ces trois symphonies, Liszt délaissa ce travail pendant 23 ans. Ce n'est qu'en 1863 que Breitkopf & Härtel lui suggéra de transcrire l'ensemble des symphonies pour une publication future. Pour ce travail, Liszt a retravaillé ses précédentes transcriptions en simplifiant des passages, affirmant que « plus on devient intime avec Beethoven, plus on s'accroche à certaines singularités et découvrons que même les détails insignifiants ne sont pas sans valeur ». Il a noté les noms des instruments de l'orchestre pour les pianistes et il a aussi ajouté des indications de pédales et les doigtés pour les amateurs et la lecture à vue.
Quand Liszt essaya de transcrire le mouvement choral de la neuvième symphonie pour piano solo, il devint «... convaincu de l'impossibilité de faire un arrangement pour piano de [cela] ... qui pourrait être réellement ... satisfaisant ». (Il avait en fait terminé une transcription de la Neuvième Symphonie pour deux pianos en 1850). Néanmoins, il fit une autre tentative après une lettre expressive de Breitkopf & Härtel. L'ensemble des transcriptions fut finalement publié en 1865 et dédié à Hans von Bülow.  La publication originale des Cinquième et Sixième symphonies a été dédiée au peintre et au violoniste amateur Jean-Auguste-Dominique Ingres.